# Docalidia crista
Docalidia crista är en insektsart som beskrevs av Nielson 1982. Docalidia crista ingår i släktet Docalidia och familjen dvärgstritar. Inga underarter finns listade i Catalogue of Life.